# 热拉雍仲林寺
雍仲林寺（藏語：གཡུང་དྲུང་གླིང་དགོན་པ།，威利转写：g.yung drung gling dgon pa，或音译“雍仲林贡巴”），又称热拉雍仲林寺，是位于西藏自治区日喀则地区南木林县奴玛乡境内雅鲁藏布江北岸的热拉村的一座苯教寺院。该寺是苯教主寺。

## 历史
该寺由江衮·达娃坚赞于藏历十四甲子木马（1894年）创建，是苯教主寺。传说三千年前，仁增·陈巴朗卡（苯教中称其为莲花生的父亲）预言，在藏区邬郁下端将有苯波大寺诞生，来自朗瓦（今四川阿坝地区）的征服者陀美（指日后的江衮·达娃坚赞）将到此地建寺。又传说，藏王赤松德赞邀莲花生到藏地传教时，曾“灭苯”（消灭苯教），以利于佛教的传播。在苯教被基本消灭后，莲花生预言：“非‘热拉’是‘热朗’，苯教将由此地死灰复燃也”（“热拉”是热拉雍仲林寺所在地的地名，沿用至今，“热朗”意为复活）。在热拉雍仲林寺兴建前四百多年，苯教祖寺之一的梅日寺的创始人年美·喜饶坚赞曾预言，在热拉未来会出现一座苯教的大寺。
热拉雍仲林寺有僧人外出做生意的传统。该寺僧人赴西藏江孜、日喀则、拉萨、藏北从事贸易，甚至远赴锡金、印度销售西藏的农畜土特产，并将国外的工业品带回西藏。所以苯教在该寺周围的信徒虽不多，当地民众向该寺的布施也很少，但该寺的财力仍十分雄厚，在后藏的寺庙中仅次于藏传佛教格鲁派的扎什伦布寺。
西藏及其他各藏区的苯教寺院的堪布（住持）均由该寺委派。该寺举行一年一度的讲经时，各藏区的苯教信众纷纷到此取经。
该寺戒律及修法制度十分严格，僧人学识精深。江衮·达娃坚赞继承并弘扬苯教，开创了该寺每年正月至十二月各项宗教活动，比如祭祀上师、修行法会、祈祷法会、诵经会等教务活动，还有辩经、答辩、考取格西学位等学术活动，并制定了严格的戒律。该寺地位日升，规模及影响渐超苯教祖寺之一的梅日寺。
西藏民主改革时期，热拉雍仲林寺被定为“爱国进步寺”，该寺活佛及僧众“爱国爱教”，接受中国共产党及人民政府领导。文化大革命中，该寺遭到严重破坏。文化大革命结束后，1982年起，国家拨款近17万元，加上该寺及活佛自筹资金，现已将杜康大殿等建筑修复。该寺各项宗教活动也逐步恢复。如今，每年藏历正月初七至十五日、藏历四月整月、藏历五月二十九日、藏历八月整月，为该寺法定的法相辩时间，僧人通过答辩当众考“格西”和“仲让巴”（苯教最高学位）。

## 建筑
该寺坐南朝北。寺南面即雅鲁藏布江，隔江为中尼公路，该寺附近有达竹卡渡口，通向藏北、青海的公路经过该渡口。寺北紧靠维拉杰桑山，“维拉杰桑”是十三护法神之一，盘踞此山护法，故此山因此得名。维拉杰桑山腰有一些红色的嘛呢堆和修行洞；寺院附近的山壁上有一块巨大的岩石，涂满红色颜料，僧人和民众认为该岩石是维拉杰桑护法神的居所，每年均要祭祀。
该寺以杜康大殿为中心，由七个“康村”（寺院的基层组织）组成。通常四、五十人组成康村。该寺的最高权力中心是“拉让”（活佛宫室）。以杜康大殿为中心，加上四周的经堂、佛殿以及大门门廊，总面积原为一百一十八柱（100余平方米），文化大革命期间全部被毁，现有建筑为1982年之后逐步修复。
该寺主要建筑有：
- 杜康大殿：原有面积为横、竖各八根柱子（一根柱子约10平方米），即六十四根柱子的正方形大厅。加上大厅周围的经堂、佛殿、藏经殿、法器库，整座建筑物占地面积800多平方米，分为上下两层。
- 甘珠尔殿、丹珠尔殿：杜康大殿东西两侧各有一间藏经殿，为“甘珠尔殿”和“丹珠尔殿”，分别收藏《甘珠尔》和《丹珠尔》。
- 佛殿：杜康大殿的正厅里边是佛殿。佛殿原有面积为二十九根柱子（约80多平方米）。殿内主要供奉的佛像有：两层楼高（约8米）的格鲁派度母强玛（即“卓玛”）铜质鎏金像、金刚杵普巴佛、苯教祖爷顿巴兴绕铜质鎏金像，三层楼高（约12米）的胜利佛铜质鎏金像、苯教祖不动声色之一年美·喜饶坚赞（梅日寺的创建人）、本寺创建人江衮·达娃坚赞鎏金铜像。佛殿内原来供奉有以金、银、铜制成的五灵塔，塔内安放着本寺历代法师之法体。殿内原来还有一对各重2公斤的纯金供灯。
- 长廊及周边建筑：从杜康大殿上台阶，有一环形长廊。该长廊东、南、西、北分别为：僧人的“修行室”、保存法器的“内库”、供奉佛像的“佛堂”、收藏经版的“印经版藏室”。
- 通追拉康：位于寺院东北侧，“通”意为“见”，“追”意为“解脱”。该殿面积约80平方米，殿内供有五座灵塔，文化大革命时全部被毁。现已修复其中最大的江衮·达娃坚赞灵塔，该铜质灵塔高5米，用2公斤黄金包嵌。殿中还有一对银灯、一座曼陀罗，各用70个银元制成。殿内还新绘了通壁壁画，壁画中央为一幅江衮·达娃坚赞的画像，周围是苯教祖师顿巴兴绕的千佛像。
- 灵塔殿：通追拉康东侧原有四座灵塔殿，每个殿内均有一座灵塔，文化大革命时期被毁。现已修复江衮·达娃坚赞的灵塔殿及殿内灵塔。该殿现有40多平方米，四川省阿坝藏族自治州为该殿送了千尊顿巴兴绕镀金泥塑像。新修复的通追拉康及江衮·达娃坚赞灵塔殿的灵塔内，均保存着江衮·达娃坚赞的舍利。
- 拉让：位于寺院北侧，为该寺活佛宫室。拉让面积约90平方米，其内原有顿巴兴绕、本尊（密乘的不共依怙主尊佛像）、菩萨的唐卡。宫内还设该寺住持的宝座。
- 竹康（修行殿）：位于寺院西北侧，有40多平方米。殿内供奉护法神，还有一座江衮·达娃坚赞铜质镀金小灵塔，塔内有江衮的手、足及其用过的法器。